# 森塞特科夫鎮區 (密蘇里州斯通縣)
森塞特科夫鎮區（英語：Sunset Cove Township）是位於美國密蘇里州斯通縣的一個行政鎮區。

## 地方資料
森塞特科夫鎮區的面積為14.60平方千米，當中陸地面積為11.82平方千米，而水域面積為2.78平方千米。根據2020年美國人口普查的數據，當地共有人口872人，而人口密度為每平方千米59.73人。